# Tournage sur bois

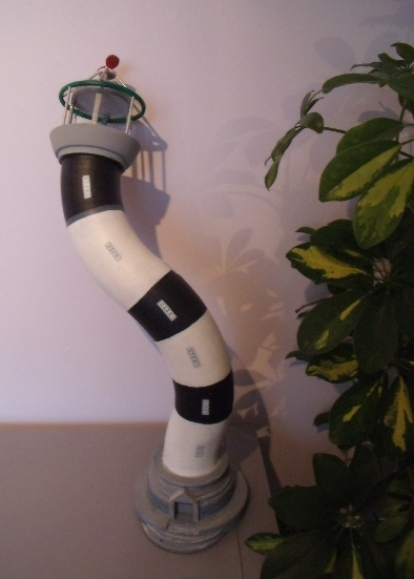
technique de tournage sur bois: tournage fractionné

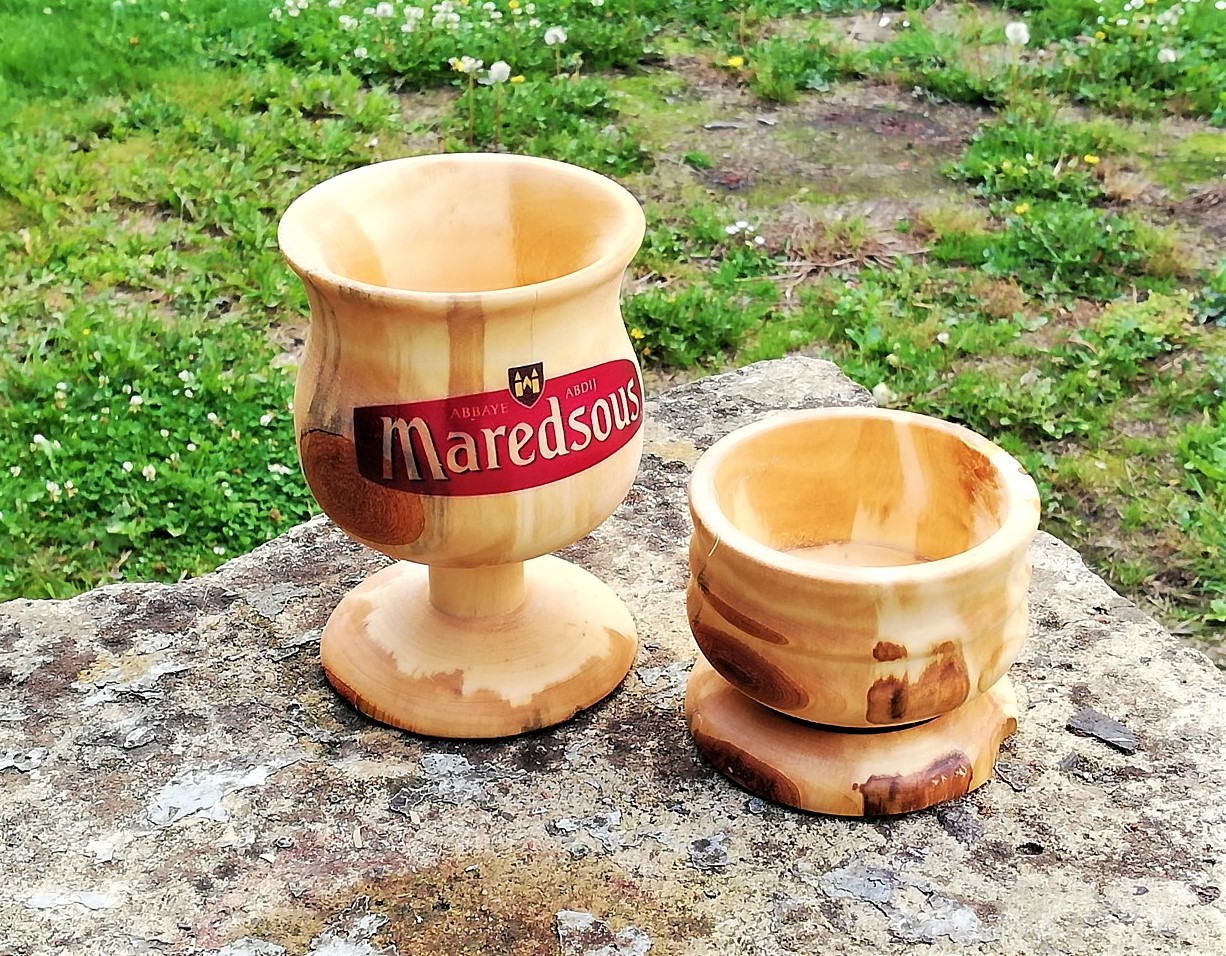
Verre à bière "Maredsous" et pot à fromage tourné en bouleau échauffé.

Le tournage sur bois est une forme de travail du bois. Il est employé pour créer des objets de révolution. Pour cela on utilise un tour à bois et des outils de coupe. Beaucoup de formes, simples ou complexes, peuvent être réalisées en tournant le bois, telles que des bols, des vases, des bougeoirs, des pieds de table, certains instruments à vent (flûte, clarinette, hautbois...) ...
Il existe deux méthodes distinctes pour tourner le bois :
- le tournage entre pointes, dans lequel le morceau de bois est positionné entre la poupée fixe du tour (côté moteur) et la poupée mobile (contre-pointe). Le bois étant maintenu à chaque extrémité, il est mieux maintenu et on peut passer plus d'effort pendant qu'on le travaille (pour le dégrossissage en particulier).
- le tournage en l'air ; la pièce est fixée sur la poupée fixe grâce à un outillage (mandrin, gobelet ou plateau) permettant de maintenir la pièce durant sa rotation. Ce maintien permet de former l'extrémité de la pièce.

Avec ces deux méthodes de fixation des pièces sur le tour, il est possible de décentrer ou d’excentrer les pièces entre pointes ou en l’air. On parle alors de tournage décentré ou de tournage excentrique. Les résultats obtenus par cette technique souvent utilisée sont très différents du tournage classique.

## Histoire
Son origine remonte aux environs de 1 300 av. J.-C. en Égypte, où les Égyptiens ont inventé un tour actionné par deux personnes. Une personne faisait tourner le bois à l'aide d'une corde et la seconde utilisait un outil pour usiner le bois.

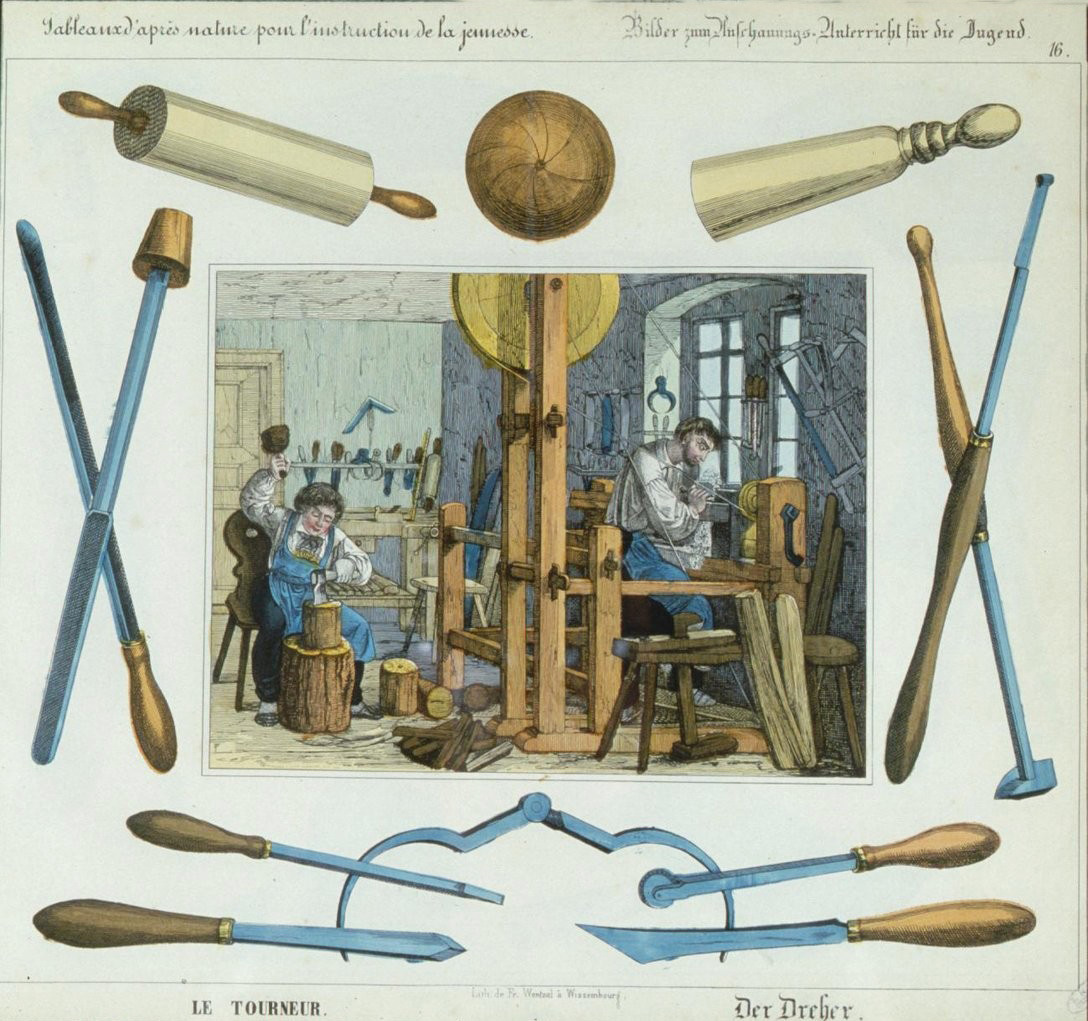
Le tourneur
(Jean Frédéric Wentzel, 1847, Bibliothèque nationale et universitaire (Strasbourg)).

Les Romains avaient une conception semblable à celle des Égyptiens, qu'ils ont perfectionnée par l'ajout d'un arc, dont la corde permettait d'entraîner en rotation la pièce à réaliser.
Au Moyen Âge, une pédale a remplacé la mise en rotation manuelle, libérant ainsi les deux mains de l'artisan.
Lors de la révolution industrielle le tour a été motorisé, permettant aux objets d'être réalisés plus rapidement. Le moteur électrique a permis également d'augmenter les vitesses de rotation, améliorant ainsi notablement la qualité des pièces. Aujourd'hui le tournage sur bois industriel est réalisé par des machines automatiques ou à commande numérique, apportant répétitivité et productivité propres à la production de série.
En marge de la production industrielle, appelée tournerie, il existe une activité artisanale utilisant des tours manuels, activité partagée également par de nombreux amateurs.

## Outils de tournage

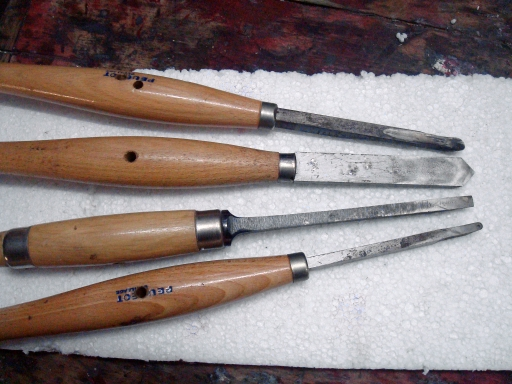
Quelques outils pour tourner le bois

Les outils de tournage sont principalement réalisés en acier, soit en acier dits « au carbone », soit en acier rapide (HSS, High Speed Steel) ou encore en carbure métallique. Les aciers au carbone ont une bonne qualité de coupe, mais nécessitent un affûtage plus fréquent que ceux réalisés en acier rapide car ils sont moins résistants à l'usure. Les outils en carbure  ont une grande résistance à l'usure mais une qualité de coupe moins bonne. Sachant que la qualité de coupe est primordiale dans la réalisation des pièces tournées, en particulier dans les bois tendres, les aciers rapides sont les plus couramment employés.
Suivant le sens des fibres du bois et le sens de l'usinage, différents outils peuvent être utilisés.
Les principaux outils employés sont :
- la gouge (outil) à dégrossir
- la gouge (outil) à profiler, pour le tournage externe
- la gouge (outil) à creuser
- le bédane pour les gorges
- la plane pour le tournage externe de finition
- le racloir pour les finitions, en particulier dans les pièces creuses
- la gouge à anneau pour le creusage
- le grain d'orge pour les gorges profondes et le tronçonnage

## Sécurité
Lors du tournage sur bois, comme pour toute utilisation de machine tournante, il est important de s'équiper d'équipements de protection individuelle (EPI). Les vêtements lâches, écharpes, cravates ne doivent pas être portés, les bijoux doivent être enlevés, et les cheveux longs doivent être attachés derrière la tête. Les copeaux de bois produits lors de l'usinage doivent être régulièrement enlevés, soit manuellement, soit par aspiration.
- La protection des yeux est nécessaire. Il existe plusieurs moyens de se protéger tels que les lunettes ou l'écran facial.
- L'équipement respiratoire est également important durant le tournage et notamment durant les phases de ponçage. La protection peut être réalisée par un masque jetable, par un masque avec cartouche filtrante ou par un masque complet comprenant la visière, la filtration et l'apport d'air filtré. Certains bois sont nocifs, rendant impérative la protection. Une ventilation avec filtrage de l'atelier peut être envisagée.
- La protection auditive peut être nécessaire, bien que le tour soit une machine relativement silencieuse.

## Le tournage sur bois en France
La pratique de tourneur sur bois apparaît dans l'Inventaire du patrimoine culturel immatériel en France en tant que savoir-faire à valoriser et à protéger.